# Cristian Daniel Ledesma
Cristian Daniel Ledesma (ur. 24 września 1982 w Buenos Aires) – argentyński piłkarz posiadający włoskie obywatelstwo, środkowy pomocnik, od 2017 zawodnik szwajcarskiego FC Lugano. Jednokrotny reprezentant Włoch.

## Kariera klubowa
Po spędzeniu czterech lat w drużynach młodzieżowych Boca Juniors, w 2001 18–letni wówczas gracz został ściągnięty do Włoch przez grające wtedy w Serie A Lecce. W pierwszym sezonie w barwach tego klubu zaliczył jeden występ. W tym samym sezonie jego drużyna spadła z pierwszej ligi do Serie B, gdzie w następnych rozgrywkach rozegrał 29 spotkań, strzelając jednego gola i wraz z Lecce awansował do Serie A. W ciągu kolejnych trzech sezonów zagrał w każdym kolejnym sezonie przynajmniej 30 meczów.
Latem 2006 Ledesma podpisał kontrakt z rzymskim S.S. Lazio i od początku stał się jego podstawowym zawodnikiem. W sezonu 2008/2009 wywalczył z nim Puchar Włoch. w sierpniu 2010 przedłużył swój kontrakt z klubem do 2015. Po jego wygaśnięciu, latem 2015 roku dołączył na zasadzie wolnego transferu do brazylijskiej ekipy Santosu FC. W 2016 trafił do Panathinaikosu. W 2017 najpierw grał w Ternanie, a następnie trafił do FC Lugano.
| Sezon   | Klub             | Kraj       | Rozgrywki          | Mecze | Bramki |
| ------- | ---------------- | ---------- | ------------------ | ----- | ------ |
| 2001/02 | Lecce            | Włochy     | Serie A            | 1     | 0      |
| 2002/03 | Lecce            | Włochy     | Serie B            | 29    | 1      |
| 2003/04 | Lecce            | Włochy     | Serie A            | 30    | 1      |
| 2004/05 | Lecce            | Włochy     | Serie A            | 33    | 0      |
| 2005/06 | Lecce            | Włochy     | Serie A            | 33    | 2      |
| 2006/07 | S.S. Lazio       | Włochy     | Serie A            | 33    | 2      |
| 2007/08 | S.S. Lazio       | Włochy     | Serie A            | 32    | 3      |
| 2008/09 | S.S. Lazio       | Włochy     | Serie A            | 34    | 2      |
| 2009/10 | S.S. Lazio       | Włochy     | Serie A            | 13    | 0      |
| 2010/11 | S.S. Lazio       | Włochy     | Serie A            | 34    | 1      |
| 2011/12 | S.S. Lazio       | Włochy     | Serie A            | 37    | 3      |
| 2012/13 | S.S. Lazio       | Włochy     | Serie A            | 36    | 1      |
| 2013/14 | S.S. Lazio       | Włochy     | Serie A            | 27    | 0      |
| 2014/15 | S.S. Lazio       | Włochy     | Serie A            | 13    | 0      |
| 2015    | Santos FC        | Brazylia   | Série A            | 4     | 0      |
| 2016/17 | Panathinaikos AO | Grecja     | Superleague Ellada | 6     | 3      |
| 2016/17 | Ternana Calcio   | Włochy     | Serie B            | 19    | 0      |
| 2017/18 | FC Lugano        | Szwajcaria | Super League       |       |        |

## Kariera reprezentacyjna
Ledesma nigdy nie grał w reprezentacji Argentyny, posiada natomiast włoskie obywatelstwo. W sierpniu 2010 Cesare Prandelli powołał go do seniorskiej reprezentacji Włoch na towarzyski mecz z Wybrzeżem Kości Słoniowej, jednak piłkarz ostatecznie w nim nie wystąpił. Zadebiutował w kadrze 17 listopada 2010 w towarzyskim meczu z Rumunią (1:1).